# Évêque de Llandaff

Le blason du diocèse de Llandaff.

L'évêque de Llandaff (Esgob Llandaf en gallois, Bishop of Llandaff en anglais) est un prélat anglican de l'Église au pays de Galles. Il est responsable du diocèse de Llandaff, dans le sud du pays de Galles, et sa cathédrale est la cathédrale Saint-Pierre-et-Saint-Paul de Llandaff.

## Histoire

Carte des diocèses de l'Église au pays de Galles.

Le saint breton Dubrice est traditionnellement considéré comme le premier évêque de la région de Glamorgan. Il aurait eu comme successeurs immédiats  Teilo et Oudocée. Le Livre de Llandaff (en), un cartulaire compilé au XIIe siècle à la cathédrale de Llandaff, enregistre les noms et les faits de toute une série de supposés évêques de Llandaff, de Dubrice jusqu'à Herewald (mort en 1104 ou 1107). Néanmoins, rien ne permet d'affirmer que ces évêques avaient pour siège Llandaff. Le premier pour lequel d'autres sources attestent du titre d'« évêque de Llandaff » est Urbain, au début du XIIe siècle.

## Liste des évêques de Llandaff

### Jusqu'à la Réforme
- 1107-1134 : Urbain
- 1140-1148 : Uthred
- 1148-1183 : Nicholas ap Gwrgan
- 1186-1191 : William de Saltmarsh
- 1193-1218 : Henry de Abergavenny
- 1219-1229 : William de Goldcliff
- 1230-1240 : Elias de Radnor
- 1240 : Maurice (élu sans confirmation royale)
- 1240-1244 : William de Christchurch (élu sans confirmation royale)
- 1245-1253 : William de Burgh
- 1254-1256 : John de la Ware
- 1257-1266 : William de Radnor
- 1266-1287 : William de Braose
- 1287-1290 : Philip de Staunton (élection annulée)
- 1290-1296 : William Houghton (refuse)
- 1297-1323 : John de Monmouth
- 1323 : Alexander de Monmouth (refuse)
- 1323-1347 : John de Egglescliffe
- 1347 : John of Coventy (refuse)
- 1347-1361 : John Paschal
- 1361-1382 : Rodger Cradock
- 1383-1385 : Thomas Rushhook
- 1385-1389 : William Bottlesham
- 1390-1393 : Edmund Bromfeld
- 1394-1395 : Robert Tideman of Winchcombe
- 1395-1396 : Andrew Barret
- 1396-1398 : John Burghill
- 1398-1407 : Thomas Peverel
- 1408-1423 : John de la Zouche
- 1423-1425 : John Fulford
- 1425-1440 : John Wells
- 1440-1440 : Reginald Boulers
- 1441-1458 : Nicholas Ashby
- 1458-1476 : John Hunden
- 1476-1478 : John Smith
- 1478-1496 : John Marshall
- 1496-1499 : John Ingleby
- 1500-1516/1517 : Miles Salley

### Pendant la Réforme
- 1517-1537 : George de Athequa
- 1537-1545 : Robert Holgate
- 1545-1563 : Anthony Kitchin

### De la Réforme à la séparation de l'Église et de l'État
- 1567-1574 : Hugh Jones
- 1575-1590 : William Blethyn
- 1591-1595 : Gervase Babington
- 1595-1601 : William Morgan
- 1601-1617 : Francis Godwin
- 1618-1619 : George Carleton
- 1619-1627 : Theophilus Feild
- 1627-1640 : William Murray
- 1640-1645 : Morgan Owen
- 1660-1667 : Hugh Lloyd
- 1667-1675 : Francis Davies
- 1675-1679 : William Lloyd
- 1679-1706 : William Beaw
- 1706-1724 : John Tyler
- 1725-1729 : Robert Clavering
- 1729-1738 : John Harris
- 1739-1740 : Matthias Mawson
- 1740-1748 : John Gilbert
- 1749-1755 : Edward Cresset
- 1755-1761 : Richard Newcome
- 1761-1769 : John Ewer
- 1769 : Jonathan Shipley
- 1769-1782 : Shute Barrington
- 1782-1816 : Richard Watson
- 1816-1819 : Herbert Marsh
- 1819-1826 : William Van Mildert
- 1826-1827 : Charles Sumner
- 1828-1849 : Edward Copleston
- 1849-1882 : Alfred Ollivant
- 1883-1905 : Richard Lewis
- 1905-1920 : Joshua Pritchard Hughes

### Depuis la séparation de l'Église et de l'État
- 1920-1931 : Joshua Pritchard Hughes
- 1931-1939 : Timothy Rees
- 1939-1957 : John Morgan, également archevêque du pays de Galles à partir de 1949
- 1957-1970 : Glyn Simon, également archevêque du pays de Galles à partir de 1968
- 1970-1975 : Eryl Thomas
- 1975-1985 : John Poole-Hughes
- 1985-1999 : Roy Davies
- 1999-2017 : Barry Morgan, également archevêque du pays de Galles à partir de 2002
- depuis 2017 : June Osborne